# 工藤誠一
工藤 誠一（くどう せいいち、1955年〈昭和30年〉10月7日 - ）は、日本の教育者。聖光学院中学校・高等学校第5代学校長兼静岡聖光学院中学校・高等学校第6代学校長である。一般財団法人神奈川県私立中学高等学校協会理事長。学校法人聖マリア学園理事長。自由民主党神奈川支部連合会相談役。
神奈川県私立学校審議会委員、一般財団法人日本私学教育研究所理事、同所法人管理運営専門委員長、日本私立中学高等学校連合会常任理事。政治経済学博士。

## 概要
- 1955年 - 神奈川県横浜市鶴見区で生誕。
- 1968年 - 公立小学校を卒業
- 1974年 - 聖光学院中学校・高等学校を卒業（11期生）[4]
- 1978年 - 明治大学法学部卒業、聖光学院中学校・高等学校政治経済[1]教諭[5]
- 1980年 - 明治大学政治経済学部卒業[6]
- 1987年 - 明治大学大学院政治経済学研究科博士課程修了[5]
- 1992年 - 聖光学院事務長
- 2004年 - 聖光学院中学校・高等学校校長
- 2012年 - 学校法人聖マリア学園理事長
- 2016年 - 藍綬褒章受章[6]
- 2022年 - 静岡聖光学院中学校・高等学校校長兼務[7]

## 書籍

### 単著
- ぬくもり伝えて―「脱・進学校」山手の丘の実践（わが人生）（2019年9月20日、神奈川新聞社）
- VUCA時代を生き抜く力も学力も身に付く 男子が中高６年間でやっておきたいこと(2025年2月19日、KADOKAWA)